# Xiva de Morella

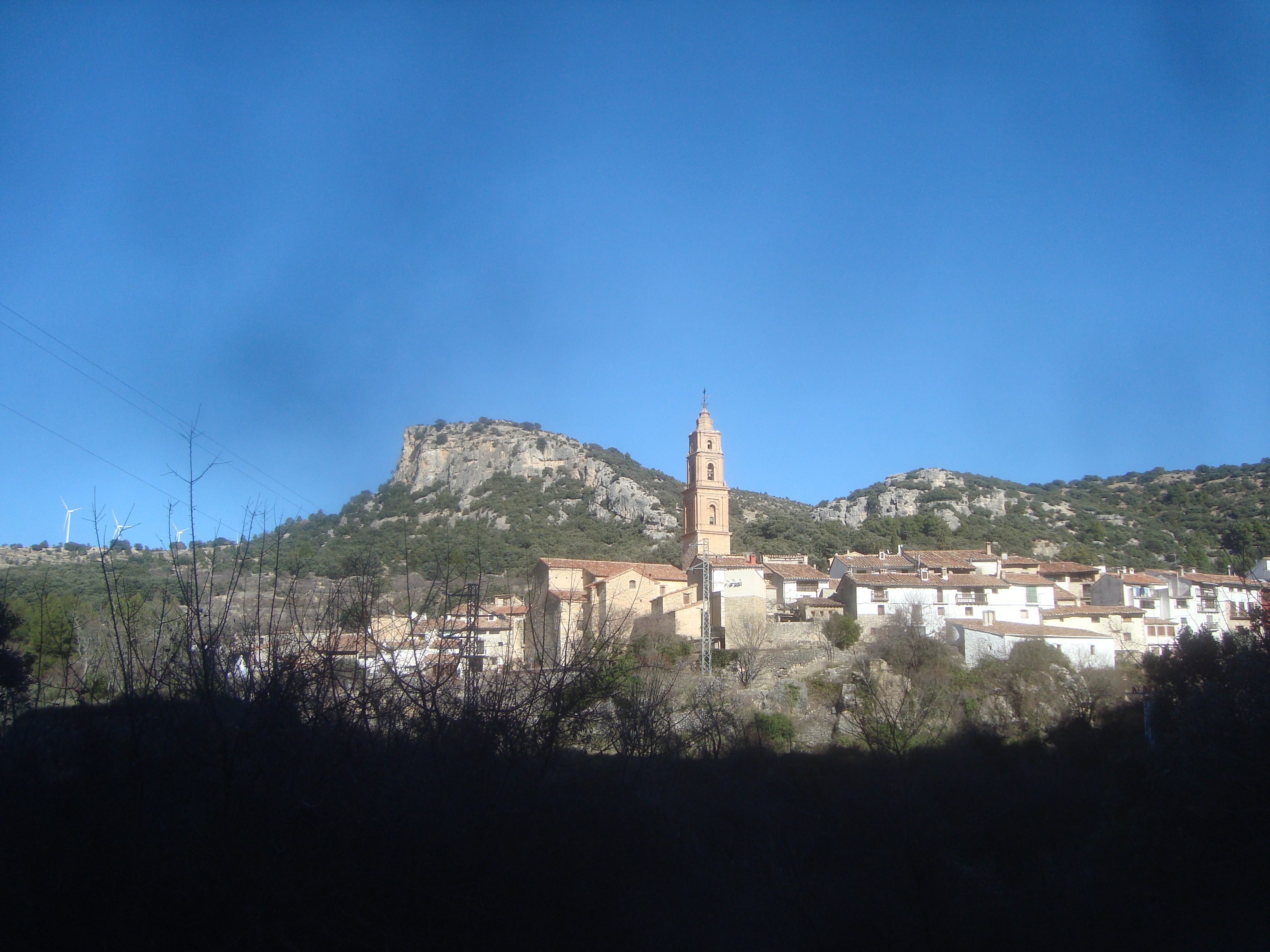
Xiva de Morella

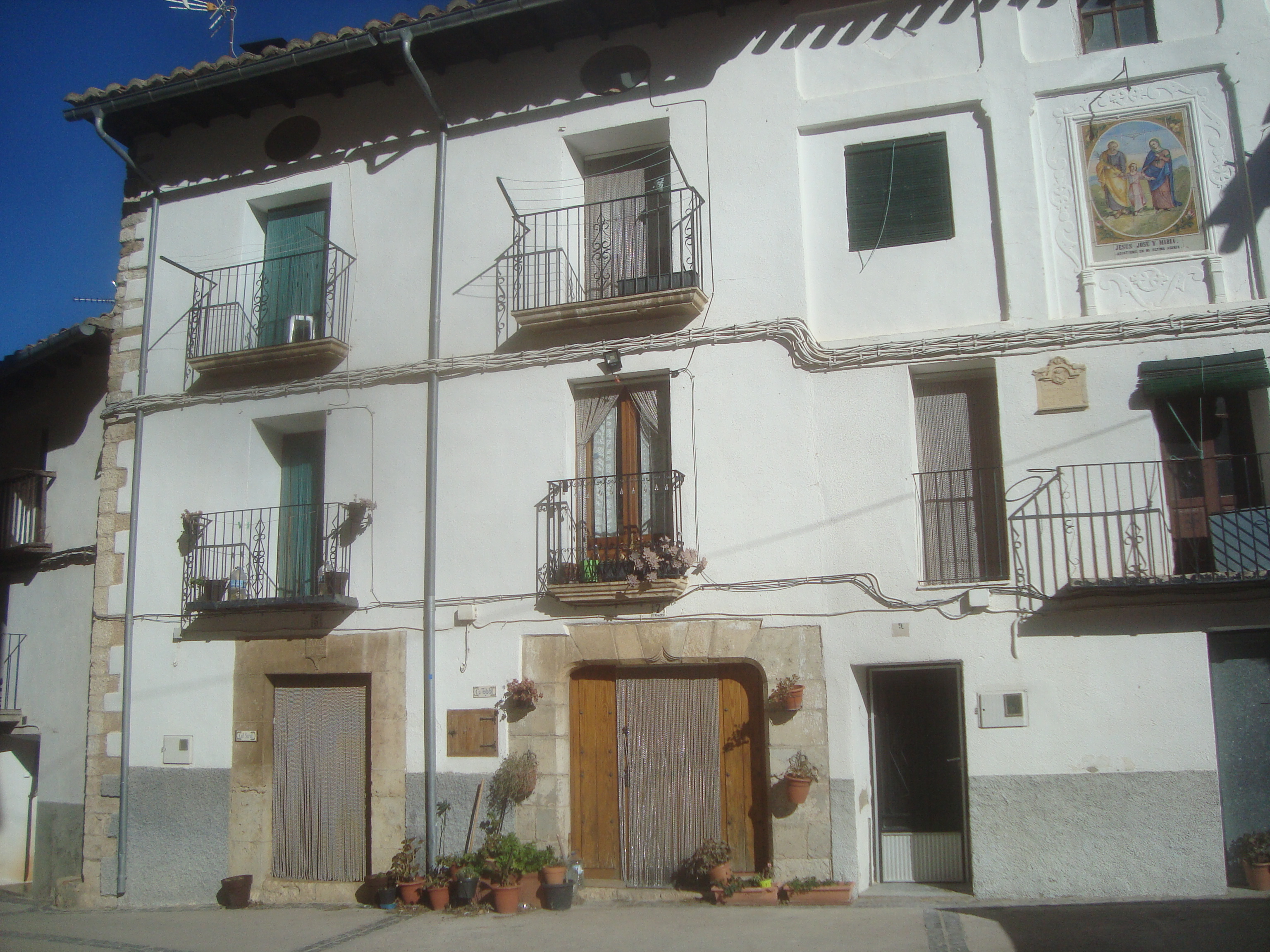
Xiva de Morella

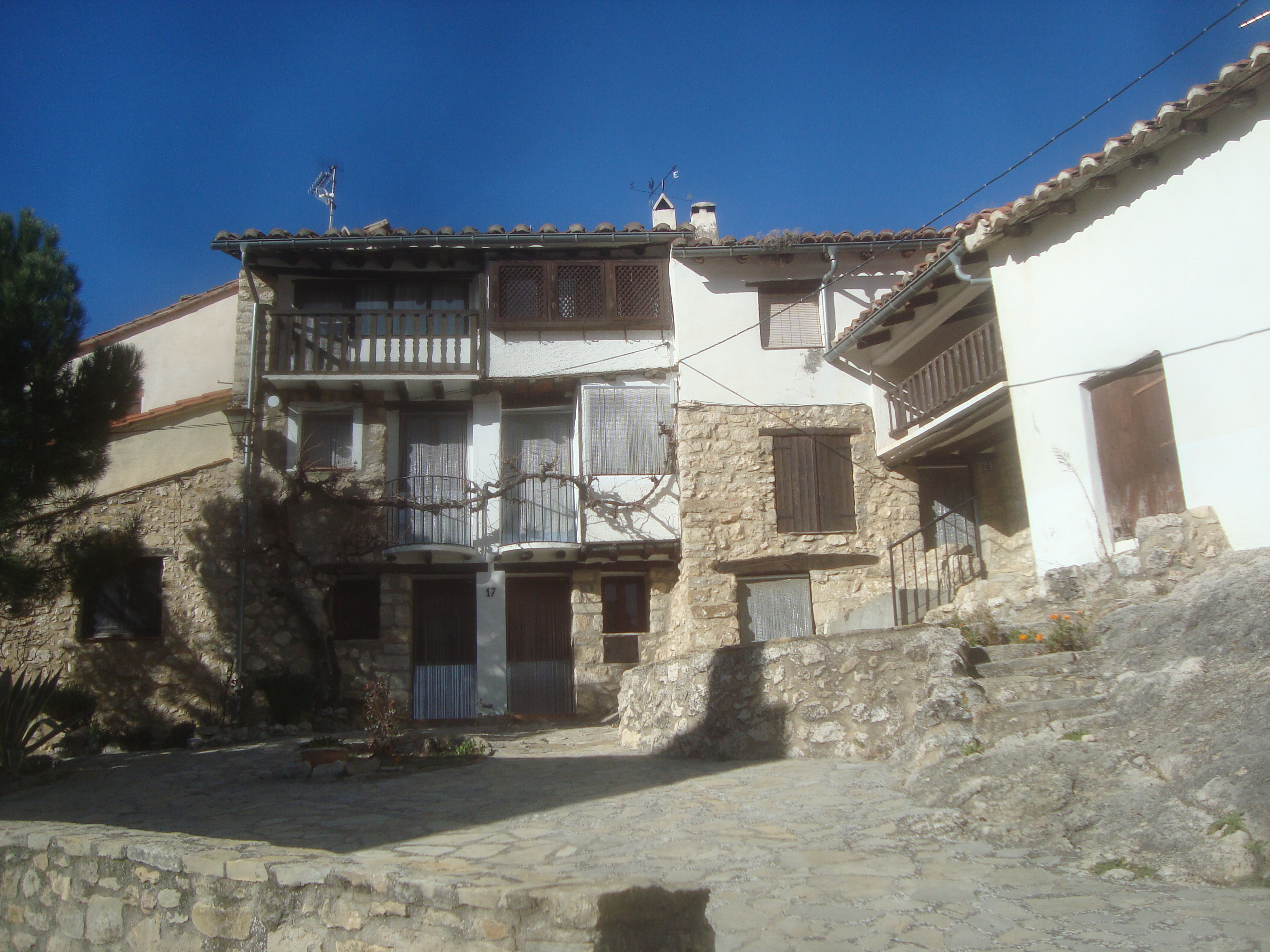
Xiva de Morella

Xiva de Morella ist ein kleines mittelalterliches Bergdorf in der Provinz Castellón in Spanien, in dem noch 24 Einwohner leben (Stand 2023). Xiva, auch Chiva geschrieben, liegt an dem Berg Tossa in einer Höhe von 898 Metern und ist etwa 7 km von Morella entfernt.

## Weblinks

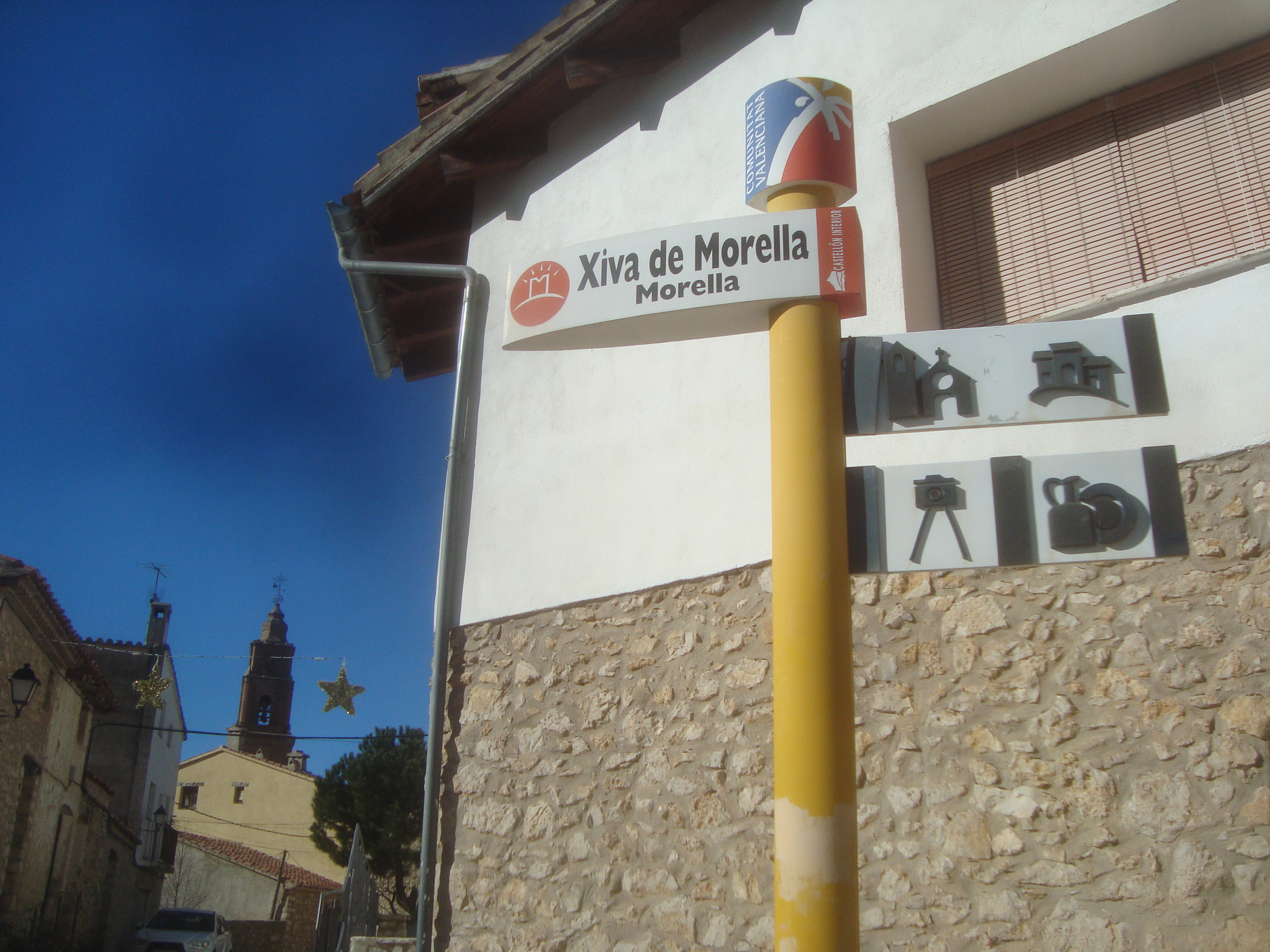
Xiva de Morella